# شهرستان دهلران
شهرستان دهلران یکی از شهرستان‌های استان ایلام ایران است. مرکز این شهرستان، شهر دهلران است.

## موقعیت جغرافیایی
شهرستان دهلران از شمال با شهرستان‌های بدره و ملکشاهی، از شرق با شهرستان آبدانان، از شمال غربی با شهرستان مهران، از غرب تا جنوب با مرز عراق و از جنوب شرقی با شهرستان شوش استان خوزستان همسایه است.

## زبان
اکثر مردم شهرستان دهلران استان ایلام به زبان کردی با گویش کردلی و زبان لری تکلم می‌کنند و اقلیتی از مردمان عرب نیز در مناطقی از شهرستان دهلران ساکن هستند. اعراب در جنوب استان ایلام در همجواری با استان خوزستان زندگی می‌کنند. دانشنامه ایرانیکا، ساکنین شهرستان را عمدتا طوایف لُر جایروند، محمودوند، دوست‌علیوند و باپیروند ذکر میکند.